# Ahmad Joudeh
Ahmad Joudeh és un ballarí de ballet de Síria que ara viu als Països Baixos. Estudia ballet i actua amb el Ballet Nacional dels Països Baixos.

## Primers anys de vida
Nascut el 1990, Joudeh va créixer a Yarmouk, un camp de refugiats palestí a Damasc. La seva mare és siriana, el seu pare palestí. Tot i que el seu pare mai va aprovar l'interès pel ball de Joudeh, aquest va persistir, i va estudiar dansa a Damasc.
Des del 2007 fins al 2016, va viure a Damasc, estudiant dansa, i ensenyant ballet per poder-se mantenir, però també donant classes a nens descapacitats i nens òrfans de manera gratuïta. La seva mare encara viu a Síria. El seu pare es troba en un centre de sol·licitud d'asil a Alemanya, on s'ha reconciliat amb el seu fill, després d'un distanciament d'onze anys.

## Dansa
El 2014 va participar com a concursant a la versió àrab de So You Think You Can Dance (Així que et penses que pots ballar). Va arribar a les semifinals. Però en ser un palestí sense document d'identitat nacional, li van dir que no podia guanyar. Tot i això, les seves aparicions van fer que es fixés en ell el productor de pel·lícules neerlandès Roozbeh Kaboly, que va produir un documental que es va mostrar per la televisió neerlandesa. Joudeh també ha fet diversos vídeos curts a youtube que el mostren ballant a Síria.

## Documentals de notícies neerlandesos
El 2016 Roozbeh Kaboly, del programa de notícies neerlandès Nieuwsuur, va fer un documental de 15 minuts sobre Ahmad anomenat Dance or Die. El mostra ballant a les runes del camp de refugiats on va créixer, visitant la seva família a l'antiga casa de Palmira, que va ser destruïda, amb la seva mare, i l'antic teatre romà de Palmira, on també balla. Joudeh també porta els productors del documental al seu estudi de dansa a Damasc, on alguns dels seus joves estudiants parlen de les seves vides, i del que la dansa significa per ells. El teatre romà de Palmira va ser posteriorment destruït per l'ISIS.
Hi ha una segona pel·lícula sobre Joudeh, Dance for Peace, que inclou la trobada amb el seu pare al camp de refugiats on s'allotjava el darrer a Berlín. Aquest segon documental ha estat recentment emès a la televisió neerlandesa al programa Nieuwsuur. Mostra la seva vida una vegada s'ha mudat als Països Baixos i ha començat a ballar amb el Ballet Nacional dels Països Baixos.

## Vida als Països Baixos
Després de l'emissió dels documentals, Joudeh va rebre invitacions per a ballar a nombrosos països, incloent-hi els Estats Units, Suïssa i Bèlgica. Va decidir anar als Països Baixos per la invitació de Ted Brandsen, el director artístic del Ballet Nacional dels Països Baixos. Brandsen també va començar un finançament col·lectiu, anomenat Dance for Peace, per tal d'ajudar amb les despeses quotidianes de Joudeh. Joudeh ha començat un entrenament de quatre anys com estudiant de la National Ballet Academy d'Amsterdam, per tal de desenvolupar més profundament les seves activitats com a dansaire i coreògraf.

## Dinamarca
El 2017 la coreògrafa danesa Jenny Major va crear un ball en l'honor de Joudeh, a qui mai havia conegut. La peça va rebre el nom de Sound of Silence.
La famosa cançó Sound of Silence de Simon and Garfunkel s'utilitza a parts de la música. Joudeh va aparèixer al final de la posada en escena, sorprenent tot el cos de ball.